# Русские люди (пьеса)
«Ру́сские лю́ди» — пьеса в 3 действиях, 9 картинах Константина Симонова, написанная в 1942 году, в том же году опубликованная и впервые поставленная на сцене.

## История создания
Когда началась Великая Отечественная война, Константину Симонову было 25 лет; его печатали как поэта, он уже написал две пьесы, поставленные в Москве, в Театре имени Ленинского комсомола, и если первая из них, написанная в 1940 году комедия «История одной любви», большим событием не стала, то вторая, «Парень из нашего города», впервые представленная на сцене в марте 1941-го, быстро приобрела популярность. и вечером 21 июня 1941 года её играли в погранотряде в районе Львова, на самой границе.
В свои 25 лет Симонов в качестве военного корреспондента уже успел побывать на двух войнах — на Халхин-Голе и на советско-финляндской, он называл армию своей «школой жизни». Сразу после начала Великой Отечественной Симонов был откомандирован в действующую армию и все четыре года провёл на фронте как корреспондент «Правды», «Красной звезды» и ряда других газет.
На фронтовых дорогах Симонов встречал героев своих пьес и впоследствии в «Автобиографии» писал: «Почти весь материал — для книг, написанных во время войны, и большинства послевоенных — мне дала работа корреспондентом на фронте». В 1942 году он написал для «Красной звезды» очерк «Предатель» о бургомистре Феодосии Грузинове — отрицательных персонажей пьесы, как и её положительных героев, драматургу не пришлось сочинять. «…Харитонов таким, каким он вышел в „Русских людях“, — писал Симонов, — сложился у меня из двух первоначальных впечатлений: из одной услышанной мною эвакуационной фразы: „Мои вещи без меня — всегда вещи, а я без моих вещей — дерьмо“, фразы, которую сказал на вокзале в минуты эвакуации муж жене, и из моих воспоминаний о Грузинове…».
Пьесу «Русские люди» Симонов писал урывками полустёршимся карандашом с конца 1941 года и, написав 1-й акт, передал его Николаю Горчакову, руководителю Московского театра драмы, единственного в то время театра в столице. И Горчаков сразу приступил к репетициям, не дожидаясь завершения пьесы. «…Актеры, — вспоминал автор, — репетировали пьесу в шубах, дуя на посиневшие руки, но от этого работая с не меньшим жаром». Симонов приезжал с фронта на 2-3 дня, приходил на репетиции, вносил поправки и порою переписывал сцены.
Первоначальный вариант драмы Симонов напрямую связал со своей предыдущей пьесой, уже известной и популярной: 32-летний генерал-майор Луконин — это главный герой пьесы «Парень из нашего города», среди персонажей которой были Гулиашвили, Севастьянов и «шофёр такси» Сафонов. Автор ясно давал понять, что Иван Сафонов в «Русских людях» не однофамилец, а тот самый шофёр такси: в финале он и Луконин встречались как старые друзья, вспоминали Севастьянова и Гулиашвили. Впоследствии Симонов эту связь разорвал — удалил из пьесы встречу Сафонова с Лукониным, и сам Луконин исчез из списка действующих лиц.

### Публикации
По свидетельству самого автора, «Русские люди» были написаны в марте 1942 года. Как и «Фронт» Александра Корнейчука, пьесу Симонова эпизод за эпизодом публиковала «Правда» рядом со сводками Совинформбюро, 13—16 июля 1941 года; но ещё раньше она была опубликована в журнале «Знамя», в № 5—6 за 1942 год, и в том же году впервые вышла отдельным изданием — в блокадном Ленинграде.
Пьесу сразу приняли к постановке многие театры в разных концах страны, а всесоюзная премьера состоялась 12 июля 1942 года в Московском театре драмы. В официальном «Репертуарном справочнике», содержавшем список
произведений, допущенных Главреперткомом к постановке в театре, по поводу пьесы Симонова говорилось: «В этих грозных испытаниях с особой красотой раскрываются характеры простых русских людей, моральное превосходство советского человека». «Русские люди» были удостоены Сталинской премии (II степени) за 1942 год.

## Действующие лица
- Иван Никитич Сафонов, 32 лет, — командир автобата
- Марфа Петровна, 55 лет, — его мать
- Валя Анощенко, 19 лет, — шофер
- Александр Васильевич Васин, 62 лет
- Иван Иванович Глоба, 45 лет, — военфельдшер
- Панин — корреспондент центральной газеты
- Ильин, 25 лет, — политрук
- Шура, 27 лет, — машинистка
- Харитонов, 60 лет, — врач-венеролог
- Мария Николаевна, 55 лет, — его жена
- Козловский, он же Василенко, 30 лет
- Морозов
- Гаврилов
- Лейтенант
- Старик
- Луконин, 32 лет, — генерал-майор
- Семенов.
- Розенберг
- Вернер
- Краузе
- Неизвестный
- Раненый[8].

## Сюжет
Южный фронт, осень 1941 года. Небольшой город разделён лиманом на 2 части; одна занята немцами, другая — партизанами под командованием Сафонова. В немецкой части действует подполье, которое связывается с партизанами через мать Сафонова. Командиру отряда приходится отправлять к ней в качестве связной юную Валентину, как местную уроженку, знающую город, и хорошую пловчиху: преодолеть лиман можно только вплавь. У подруги Сафоновой Марии Харитоновой сын воюет в Красной Армии, но мужа немцы назначили городским головой.
Связь с действующей армией Сафонов осуществляет с помощью фельдшера Глобы; от генерала приходит задание для подпольщиков — взорвать мост в тылу у немцев. Глоба, догадываясь о том, что Сафонова с Валей связывает взаимное чувство, вызывается отправиться за лиман вместо неё, но Сафонов бережёт Глобу «на крайний случай».
Немцы засылают к партизанам предателя Козловского, который встречает в отряде своего дядю — Васина, бывшего царского офицера. Живущий в доме Харитоновых Розенберг разыгрывает «психологический этюд»: среди отобранных у павших бойцов документов он находит пробитое пулей удостоверение сына хозяина дома. Иезуитскими методами он заставляет Харитонова радоваться тому, что сын его больше не сражается против немцев. Сцену наблюдает Мария. Не выдавая свои чувства, она предлагает Розенбергу чай; отравленный Розенберг умирает в муках.
Тем временем от генерала приходит другое задание: не взрывать мост, а захватить его и удерживать, пока не подойдут регулярные части. Васин с частью отряда должен отвлекать внимание немцев от моста; а чтобы противник поверил в серьёзность его намерений, Сафонов отправляет за лиман Глобу с «важными сведениями». Он не скрывает от фельдшера, что сведения окажутся ложными и, когда это выяснится, лазутчика расстреляют.
Козловский пытается склонить Васина к предательству; Васин арестовывает племянника, но тот уже успел сообщить немцам о связной партизан. Марфа Сафонова, Валя и Глоба встречаются в немецкой комендатуре; Марфу уводят на казнь. Под натиском советских войск немцы покидают город, но, прежде чем уйти, Краузе выпускает по камере автоматную очередь. Глоба заслоняет собой Валю и погибает.

## Художественные особенности
В годы Великой Отечественной войны было написано немало пьес, посвящённых актуальным событиям; многие из них, написанные наспех, приносившие художественную правду в жертву пропагандистским задачам, не пережили войну. Несколько десятилетий спустя сама сценическая судьба определила три лучшие пьесы, к которм театры обращались и после войны, — это «Фронт» А. Корнейчука, «Нашествие» Л. Леонова и «Русские люди» К. Симонова.
Но если у Корнейчука сюжет строится вокруг конфликта генералов, старого и молодого, «консерватора» и «новатора», а у Леонова сюжет вырастает из не менее традиционного конфликта добропорядочного отца и непутёвого сына, то в «Русских людях» конфликт как таковой отсутствует: «…В дни самых тяжёлых неудач, — писал Симонов, — мы, люди, которым надлежало через газету рассказывать народу о том, что происходит на фронте, искали и в большом количестве находили тех, рассказ о которых вселял веру в победу». Пьеса Симонова — о таких людях, в большинстве своём не военных, оказавшихся в зоне оккупации; здесь нет, как отмечала Мария Бабаева, главных и неглавных персонажей, все одинаково важны, потому что течение событий в пьесе, развитие сюжета определяется «не исключительностью отдельных людей, а единством всех в одной цели».
Сергей Луконин в пьесе «Парень из нашего города» говорил: «Победу одни живые не делают. Её пополам делают: живые и мёртвые», — и в «Русских людях» мёртвых оказывается не меньше, чем живых. Погибают и Марфа Сафонова, и Мария Харитонова, и Васин, и Глоба, — как и в предыдущей своей пьесе, Симонов здесь противостоит «ложной романтике» предвоенной литературы и даже в начале войны ещё широко распространённому «непониманию того, какое трудное дело — война».
Как заметил Л. Финк, в поэзии Симонова обозначился разрыв между раскрытием личных драм, интимных переживаний и эпическим изображением социального бытия; драматургия позволяла преодолеть это разъединение, воссоздать целостный образ человека. При этом Симонов и в своих драматических произведениях оставался лирическим поэтом, острую событийность соединял со сквозными лирическими темами. Все его пьесы, пишет Н. Вершинина, и «Русские люди» не исключение, — «своеобразный способ авторского самовыражения… в особых, соответствующих законам сцены формах».
У Корнейчука конфликт разрешается победой молодого генерала, в «Нашествии» Леонова — героической гибелью непутёвого сына, у пьесы Симонова — открытый финал: это всего лишь небольшой эпизод, война продолжается, и сам автор не знает, что будет дальше с его героями.

## Сценическая судьба

### Первые постановки
На сцене пьесу Симонова первыми увидели москвичи — 12 июля 1942 года в Московском театре драмы, в постановке Николая Горчакова и Елены Страдомской. В спектакле были заняты лучшие артисты труппы, но на автора наиболее сильное впечатление произвёл Дмитрий Орлов в роли Глобы: «Орлов, — писал Симонов, — вложил в эту роль такую душевную силу, такую широкую русскую удаль, от него веяло таким дерзким, насмешливым презрением к опасности и даже к самой смерти, что он в глазах зрителей сразу стал главным героем этого спектакля».
Спектакль оформил художник Борис Волков; роли исполняли: Пётр Аржанов — Сафонов, Л. Орлова — Марфа Петровна, Валентина Серова — Валя, Ростислав Плятт — Васин, Дмитрий Орлов — Глоба.
В том же 1942 году пьесу поставили десятки театров, в том числе московские и ленинградские, находившиеся в то время в других городах:
- Ленинградский театр драмы им. А. С. Пушкина (в Новосибирске). Постановка Леонида Вивьена: роли исполняли: Юрий Толубеев — Сафонов, Яков Малютин — Васин, Борис Жуковский — Глоба[1].
- Большой драматический театр (в Кирове). Постановка Ефима Альтуса: роли исполняли: Ефим Альтус — Сафонов, Василий Софронов — Васин, Александр Лариков — Глоба, Елена Грановская — Марья Николаяевна[1].
- Новый театр (в Хабаровске); постановка Бориса Сушкевича[1].
- Театр им. Ленинского комсомолв (в Северодвинске); постановка Михаила Чежегова[1]
- Театр имени Е. Вахтаенгова (в Омске). Постановка Алексея Дикого, художник Вадим Рындин; роли исполняли: Андрей Абрикосов — Сафонов, Нина Русинова — Марфа Петровна, Иосиф Толчанов — Васин, Анатолий Горюнов — Глоба, Андрей Тутышкин — Харитонов, Елизавета Алексеева — Марья Николаевна, Николай Плотников — Козловский[19]
- Театр имени Моссовета (в Алма-Ате). Постановка Юрия Завадского, художник Виноградов[12]; роли исполняли: Павел Герага — Глоба, Михаил Названов — Розенберг

В 1943 году, 22 ноября, уже в Москве, состоялась премьера «Русских людей» во МХАТе. Спектакль, как утверждают критики, был отмечен сразу двумя актёрскими шедеврами — это Сафонов в исполнении Бориса Добронравова и Глоба в исполнении Алексея Грибова. Постановку под руководством Николая Хмелёва осуществили Виктор Станицын и Мария Кнебель, оформил художник Владимир Дмитриев. Роли исполняли: Василий Орлов — Васин, Михаил Яншин — Харитонов, Клавдия Еланская — Марья Николаяевна, Павел Массальский — Панин.

### Постановки за рубежом
«Русские люди» заинтересовали и союзников по антигитлеровской коалиции: уже в 1942 году «Гилд-тиэтр» (Theatre Guild), считавшийся лучшим американским театром, показал пьесу Симонова в Вашингтоне и в Нью-Йорке; в 1943 году её поставил «Олд Вик» в Лондоне.
В США пьесу поставил знаменитый режиссёр Гарольд Клёрман, поклонник К. Станиславского, в 30-е годы не один раз побывавший в СССР. Премьера в Вашингтоне, на которой с американской стороны присутствовали многие официальные лица, включая высшие военные чины, превратилась в полномасштабную советско-американскую акциею, сопровождалась выставкой плакатов и карикатур советских художников в фойе театра «Гилд», демонстрацией картины американского художника Арнольда Гофмана «Сталинград в 1942 г.». 27 декабря 1942 года состоялась премьера пьесы на Бродвее.
Успех, однако, не был таким безоговорчным, каким его представляли в СССР. Уважение к борьбе советского народа побуждало многих американских критиков, как и советских, закрывать глаза на очевидное несовершенство «Русских людей», отмечать прежде всего, что пьеса Симонова «укрепляет веру зрителей в то, что враг будет уничтожен, что победа уже близка», что эта пьеса — «могучее орудие, мобилизующее ненависть к нацистам», хотя некоторые отмечали и её «поэтичность».
Другие критики, при всём уважении к русским союзникам, отмечали недостатки как драматургического материала, его упрощённость, так и самой постановки — мелодраматичность сценического решения: если у Симонова взаимоотношения Сафонова и Валентины были побочной сюжетной линией, то у Клёрмана именно они вышли на первый план. Этот мелодраматизм, по мнению критиков, придавал спектаклю ощущение фальшивого пафоса.

### «Русские люди» Бориса Равенских
К пьесе Симонова советские театры неоднократно обращались и после войны; событием театральной жизни стал спектакль Бориса Равенских в Малом театре, приуроченный к 30-летию Победы
Симонов достаточно критически относился к своим пьесам, написанным не в тиши кабинета, и, узнав о готовящейся постановке, он ещё раз вснёс коррективы в текст, уточнив и углубив некоторые характеры. Но режиссёру этого оказалось недостаточно, он изменил финал. У Симонова даже в окончательной редакции Глоба спасал Валю, она выживала, — зрителям 1942 года нужен был такой относительно счастливый конец. В спектакле Равенских Валя погибала: 30 лет спустя зрителей не надо было утешать, им нужно было напоминать о той страшной цене, которую пришлось заплатить за победу. «Магфред» П. Чайковского с первых минут и на протяжении всего спектакля заставлял помнить о масштабах трагедии, в которой рассказанная Симоновым история была лишь небольшим эпизодом.
Равенских удалил и ещё одну сцену; он хотел, пишет Ю. Дмитриев, чтобы мизансцены в его спектакле достигали метафорической значимости. Художник Евгений Куманьков оформил сцену строгими маршами лестниц, их площадки походили на пьедесталы, а в движениях актёров критик отмечал «скульптурность». У Симонова Мария, отравив Розенбурга, уверяла Вернера, что сделала это вместе с мужем, а Харитонов всеми силами открещивался от соучастия: этим лишним доказательством трусости городского головы Равенских пожертвовал ради скульптурной композиции: Розенберг, скорчившийся у ног Марии. Симонов присутствовал на репетициях и согласился с патетической трактовкой своей пьесы, хотя она противоречила изначальной авторской установке на «негромкость»
Роли в спектакле исполняли: Юрий Каюров — Сафонов, Софья Фадеева — Марфа Петровна, Наталья Титаева — Валя Анощенко, Николай Анненков — Васин , Роман Филиппов — Глоба, Алексей Локтев — Панин, Дмитрий Павлов — Харитонов, Галина Кирюшина — Мария Николаевна, Алексей Эйбоженко — Розенберг, Георгий Оболенский — Козловский.

## Экранизация
В 1942 году на Центральной объединённой киностудии в Алма-Ате Всеволод Пудовкин и Дмитрий Васильев сняли фильм «Во имя Родины». В титрах было указано: «по пьесе К. М. Симонова „Русские люди“», — авторы сценария отсутствовали; считается, что сценарий принадлежит режиссёрам-постановщикам.
Фильм существенно отличался от пьесы. Сам Пудовкин играл в нём «немецкого генерала», которого нет у Симонова; но именно этот генерал жил в доме Харитонова, его, а не капитана Розенберга травила чаем Мария Харитонова. Вместе с генералом в фильме появился и немецкий штаб, планирующий операции; а Вернер, у Симонова младший товарищ Розенберга, превратился в полковника; значительное место в фильме занимают сцены боёв, которых в пьесе нет.